# Oleksandr Horškovozov
Oleksandr Olehovyč Horškovozov (in ucraino Олександр Олегович Горшковозов?; Luhans'k, 18 luglio 1991) è un tuffatore ucraino.

## Biografia
Ha studiato sport alla Luhansk National University.
Ai campionati europei di tuffi di Torino 2009 ha vinto la medaglia di bronzo nei tuffi sincronizzati dalla piattaforma 10 metri in coppia con Oleksandr Bondar. I due ucraini, con 406.23 punti, in finale hanno chiuso alle spalle dei tedeschi Patrick Hausding e Sascha Klein (474.06), e dei russi Oleg Vikulov e Aleksej Kravčenko (440.52).
Nel 2009 ai campionati mondiali di Roma 2009 si è qualificato, assieme a Oleksandr Bondar per la finale dalla paittaforma 10 m sincro, dove ha ottenuto il dodicesimo posto.
Nel 2011 ha partecipato ai Campionati europei di tuffi svoltisi per la seconda volta consecutiva a Torino vincendo l'argento nella piattaforma 10 m sincro.
Ai Campionati mondiali di nuoto di Shanghai 2011, assieme al compagno di nazionale Oleksandr Bondar, ha vinto la medaglia di bronzo nella piattaforma 10 m sincro ottenendo 435,36 punti nella finale. Il risultato gli ha permesso di concludere la gara dietro ai cinesi Qiu Bo e Huo Liang (477.96 punti) e i tedeschi Patrick Hausding e Sascha Klein (441.12).
Ha sposato la tuffatrice Anastasija Nedobiha.

## Palmarès
- Mondiali

Shanghai 2011: bronzo nel sincro 10 m.
Kazan 2015: argento nel team event.
- Europei

Torino 2009: bronzo nel sincro 10 m.
Torino 2011: argento nel sincro 10 m e bronzo nel team event.
Eindhoven 2012: bronzo nel sincro 10 m.
Rostock 2013: bronzo nel sincro 3 m e nel sincro 10 m.
Berlino 2014: bronzo nel sincro 3 m e nel sincro 10 m.
Rostock 2015: argento nel sincro 3 m e bronzo nel sincro 10 m.
Londra 2016: argento nel team event, bronzo nel sincro 3 m e nel sincro 10 m.
Kiev 2017: oro nel sincro 10 m e argento nella gara a squadre.
Budapest 2020: bronzo nel sincro 3 m.
Roma 2022: bronzo nel sincro 3 m.
- Europei giovanili

Minsk 2008: oro nel sincro 3 m.
Budapest 2009: oro nel trampolino 1 m e argento nel sincro 3 m (cat. A).
- Giochi mondiali militari

Wuhan 2019: argento nel sincro 3 m.;